# Stormskärs Maja (film)
Stormskärs Maja är en finlandssvensk dramafilm från 2024 som bygger på böckerna om Stormskärs Maja av den åländska författaren Anni Blomqvist. Filmen är regisserad och skriven av Tiina Lymi och producerad av Solar Films. Filmen hade biopremiär i Finland den 19 januari 2024.
Filmen är den största svenskspråkiga filmproduktionen någonsin i Finland och spelades huvudsakligen in på Åland.

## Rollista (i urval)
- Amanda Jansson – Maja
- Linus Troedsson – Janne
- Amanda Kilpeläinen Arvidsson – Anna, Majas syster
- Jonna Järnefelt – Majas mamma
- Tobias Zilliacus – Majas pappa
- Desmond Eastwood – Wilson, brittisk officerare
- Tony Doyle – Harris, brittisk officerare
- Birthe Wingren – Vallborg
- Casper Hörhammer – Maria som nyfödd
- Vendla Källroos – Maria
- Felicia Alm – Maria
- Ylva Hagmark-Cooper – Maria
- Valter Jansson – August
- André Boström – August
- Beppe Lantz – August
- Alvar Holmström – Mikael
- Alvin Johansson – Mikael
- Louis Nederberg – Hindrik
- Edvin Hujanen – Hindrik
- Otto Holmström – Hindrik
- Arvid Karlsson – Gabriel som baby
- Nikolas Hougberg – Gabriel
- Julius Ajanti – Gabriel
- Carl-Kristian Rundman – Saka
- Andrea Björkholm – Sakas fru
- Niklas Åkerfelt – Erker
- Matts Stenlund – Olle som gammal
- Christian Fandango Sundgren – Magnus
- Pablo Ounaskari – Per
- Elina Knihtilä – tyghandlare
- Andy Pointon – piskad soldat
- Hilkka Lappalainen – Maja som gammal
- Annelie Åkerblom – Magnus mamma
- Jan-Erik Berglund – präst
- Emil Alm – drängen Hindrik[15]

## Produktion

### Idé och bakgrund

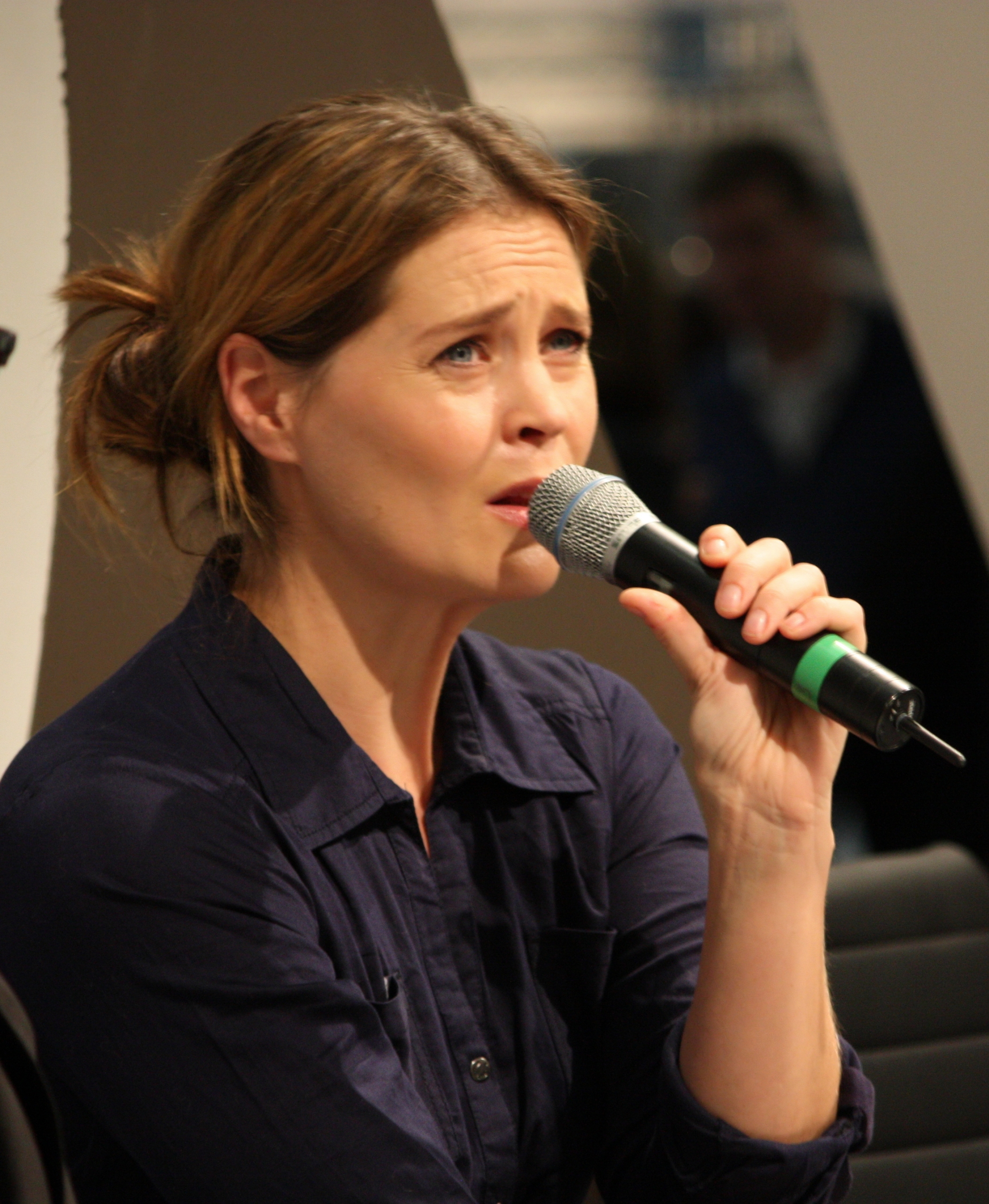
Regissör Tiina Lymi

Regissören Tiina Lymi började i början av 2021 planera för en filmatisering av böckerna om Stormskärs Maja av Anni Blomqvist som skulle bli en "lätt modernisering" med mera kvinnoperspektiv. Eftersom boken är skriven av en åländsk författare och utspelar sig på Åland var målsättningen att också spela in filmen där, även Åbo och Helsingfors var påtänkta som inspelningsplatser. Planeringen var att göra filmen i samproduktion med internationella aktörer och påbörja inspelningarna till sommaren 2022 med svenskspråkiga skådespelare från både Sverige och Finland.
I februari 2022 blev det klart att filmen kommer spelas in på Åland med en planerad budget på över 4 miljoner euro efter att Ålands landskapsregering stöttat projektet med 300 000 euro. Filmen blir därmed enligt produktionsbolaget Solar Films en av de största finländska filmproduktionerna någonsin.
I september 2022 annonserades att huvudrollerna som Maja och Janne skulle spelas av de två svenskarna Amanda Jansson och Linus Troedsson medan deras familj spelas av Jonna Järnefelt, Tobias Zilliacus och Amanda Kilpeläinen-Arvidsson. Inspelningarna planerades då inledas 10 oktober 2022 på Åland.
Filmen distribueras av Solar Films i Finland medan Nordisk Film distribuerar i resten av Norden.

### Inspelning

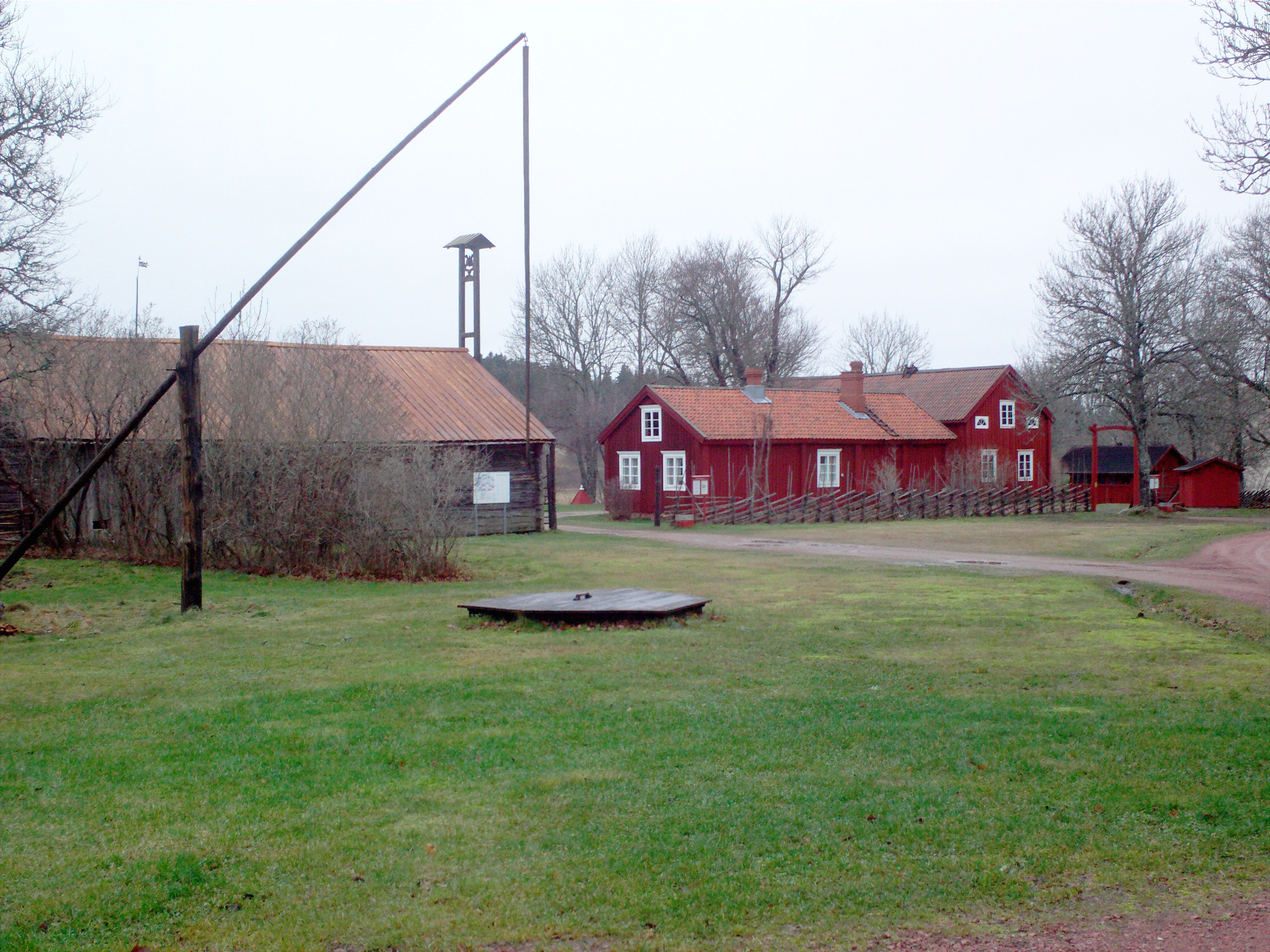
Friluftsmuseet Jan Karlsgården där delar av filmen spelades in

Inspelningarna inleddes i oktober 2022 i norra Åland på bland annat udden Havsöra på ön Geta och Jan Karlsgården i Sund för att sedan fortsätta med inomhusscenerna under våren i Helsingfors. I maj spelades inomhusscener in i Åbo och under sommaren spelades sommarscener in på olika platser på Åland, däribland på Havsöra på Geta, Skarpnåtö, Jan Karlsgården och Eckerö kyrka.
Huvudrollsinnehavaren Amanda Jansson som spelar Maja och andra skådespelare som inte kommer från Åland och fick under inspelningarna lära sig att tala den åländska dialekten av en dialektcoach.
Totalt medverkade 209 personer i inspelningarna.
Filmen hade en budget på 4,2 miljoner euro med stöd från Finlands filmstiftelse på 1 000 000 euro, Ålands landskapsregering på 300 000 euro och Nordisk Film & TV Fond på 2,1 miljoner norska kronor (ungefär 186 200 euro). Filmen mottog också stöd från Nordisk Film, MTV, C More, Konstsamfundet och Svenska kulturfondens gemensamma filmfond och Svenska Filminstitutet.

### Musik
Filmens musik skrevs av Lauri Porra och planeras ges ut på album.

## Distribution

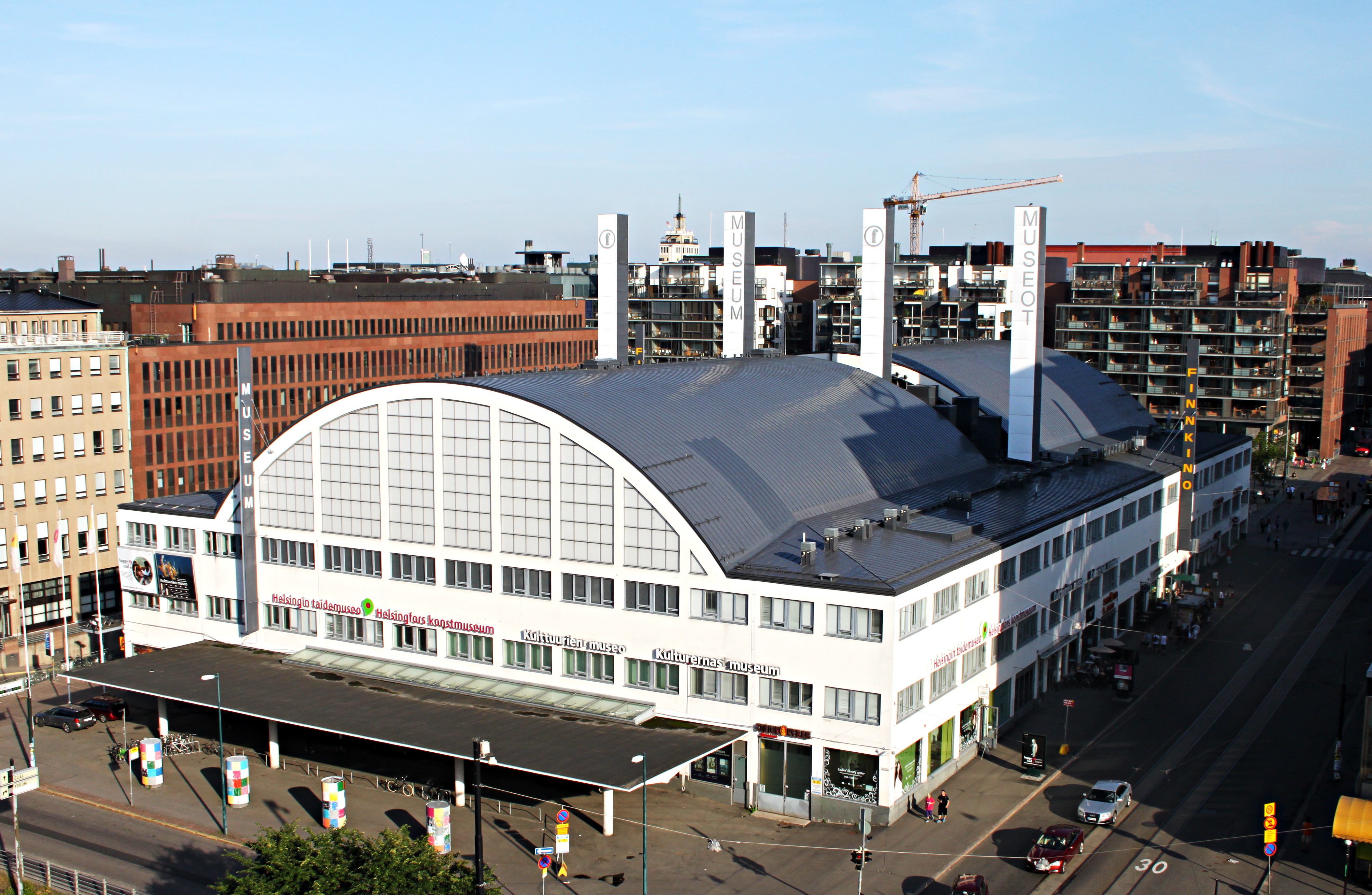
Tennispalatset i Helsingfors där filmen hade galapremiär

Den 27 oktober 2023 offentliggjordes en affisch till filmen och 28 september 2023 släpptes en trailer. Den 14 december 2023 premiärvisades filmen för de inblandade på Bio Savoy i Mariehamn. Filmen hade premiär på Ekenäs filmfest den 19 januari 2024.
Filmen hade galapremiär på Tennispalatset i Helsingfors dit runt 1 500 personer kom. Vid galapremiären hade arrangörerna en fondvägg som endast visade filmens finskspråkiga titel Myrskyluodon Maija vilket ledde till viss kritik. Efter att från början ha visats utan svensk text distrbuerades en version med svensk text från och med 9 februari på utvalda biografer.
Filmen specialvisades i Lahtis och Helsingfors i början av februari där Lahtis symfoniorkester framför filmens soundtrack live och har också visats på flera internationella filmfestivaler.
Filmen hade biopremiär i Sverige den 19 april 2024, utgiven av Nordisk Film. Under 2025 kommer även filmen att visas i Sverige på TV4, i Finland på MTV3 och i övriga Norden på C More.

## Mottagande
Filmen fick mycket uppmärksamhet vid premiären och ett gott mottagande av kritiker och publik.

### Kritiker
Ålandstidningens recensent Petter Lobråten tyckte det var synd att filmen skilde sig för mycket från boken och ansåg att regissören och manusförfattaren Tiina Lymi ändrat för mycket och moderniserat, romantiserat och banaliserat manuset. Lobråten kritiserade även filmens scenografi och i synnerhet sekvensen när de brittiska soldaterna ockuperar Stormskäret. Han fann det bland annat osannolikt att Maja kunde prata så bra engelska. Sammanfattningsvis skrev Lobråten dock att filmen var sevärd på grund av sitt filmiska hantverk. Han hyllade dess fotografi och skådespelare, i synnerhet Amanda Jansson och Felicia Alm.
Hufvudstadsbladets recensent Sara Ehnholm Hielm gav filmen 4 av 5 i betyg och beskrev filmen som stilistiskt ojämn: "vissa bilder känns som kitsch, undervisning eller en glad naturfotograf bland fågelungar och blåstång". Vidare tyckte hon fotot var vackert med några onödiga scener som kunde klippas bort: "estetiskt är det inte nyskapande. Men filmens lite klumpiga direkthet och enkelhet är också dess styrka." Ehnholm Hielm ansåg att huvudrollsinnehavarna hade lärt sig dialekten på ett trovärdigt sätt. Hon hyllade också skådespelarinsatserna, i synnerhet Amanda Janssons insats.
Helsingin Sanomats recensent Pertti Avola beskriver filmen som ljus och hoppfull trots en del tragiska händelser, och en film som fint väver samman en romantisk kärlekshistoria, den hårda vardagen på ett skär, och naturens skönhet. Avola hyllade också Amanda Janssons insats men kritiserade sekvensen när de brittiska soldaterna ockuperar byn. Han ansåg att den kanske är lite för lång, även om den bidrar till Majas person. Han kritiserade också slutscenerna som han ansåg vara klumpiga och lite antiklimaktiska, men han skrev att det vägdes upp av filmens övriga kvalitéer.
Svenska Yles recensent Silja Sahlgren-Fodstad ansåg att regissör Tiina Lymi övertygade både som manusförfattare och regissör och hyllade specifikt skådespelarna och karaktärerna de spelade.
Filmen fick ett blandat mottagande av svenska kritiker och landade på ett snittbetyg på 3,2 av 5 på kritiker.se.

### Publik
Filmen sågs under premiärhelgen och förhandsvisningar av totalt 45 931 personer. Även reaktionerna från biobesökarna var positiva. Filmen ledde biotoppen i Finland under premiärveckan.
Efter fem veckor hade filmen sålt 305 139 biljetter. Efter två månader hade filmen sålt 400 000 biljetter. I slutet av mars hade filmen setts av fler än 420 000 biobesökare i Finland. Efter fyra månader på bio hade filmen sålt 450 000 biljetter.

## Eftermäle
I samband med filmens premiär kommer också en nyutgåva av samlingsutgåvan från 2007 att ges ut med filmaffischen som omslag.
Solar Films ansökte om projektbidrag på 40 000 euro från Ålands landskapsregering för att marknadsföra filmen och genomföra turistresor runt filminspelningsplatserna. Tillsammans med Ålands museum planeras också en utställning från filmen. Landskapsregeringen godkände 10 000 euro.